# Noemi Bogiatto
Noemi Bogiatto (2004) es una deportista italiana que compite en duatlón. Ganó una medalla de plata en el Campeonato Europeo de Duatlón de 2025 y una medalla de plata en el Campeonato Mundial de Duatlón Campo a Través de 2025.

## Palmarés internacional
| Campeonato Europeo | Campeonato Europeo | Campeonato Europeo | Campeonato Europeo |
| Año                | Lugar              | Medalla            | Prueba             |
| ------------------ | ------------------ | ------------------ | ------------------ |
| 2025               | Rumia (Polonia)    | Medalla de plata   | Individual         |

| Campeonato Mundial | Campeonato Mundial  | Campeonato Mundial | Campeonato Mundial |
| Año                | Lugar               | Medalla            | Prueba             |
| ------------------ | ------------------- | ------------------ | ------------------ |
| 2025               | Pontevedra (España) | Medalla de plata   | Individual         |